# Sudzha

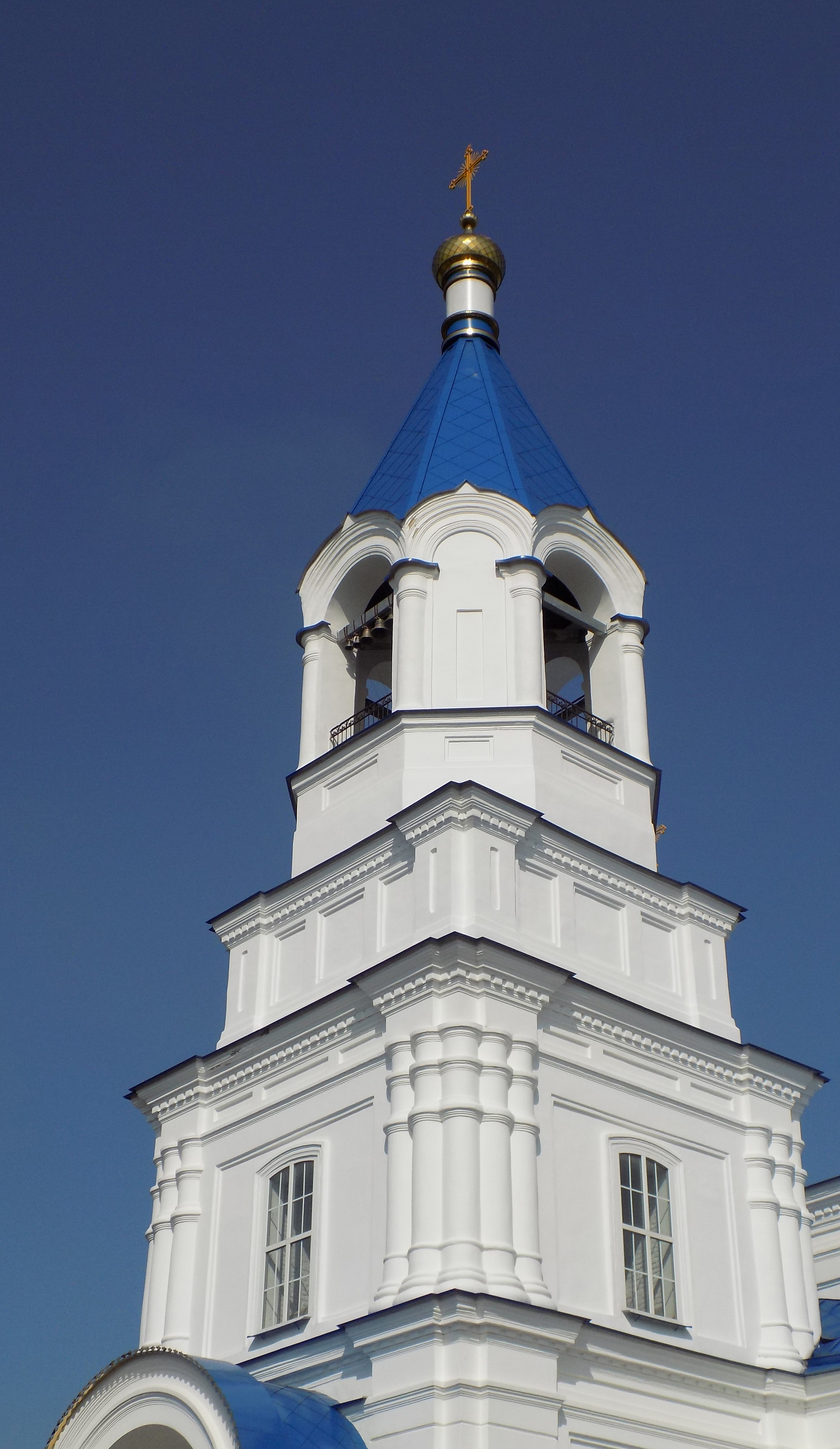
Một nhà thờ ở Sudzha

Sudzha (tiếng Nga: Суджа) là một thị trấn và là trung tâm hành chính của quận Sudzhansky ở tỉnh Kursk thuộc Nga, thị trấn này nằm trên con sông Sudzha và sông Oleshnya và cách trung tâm hành chính của tỉnh 105 kilômét (65 dặm) về phía tây nam. Thị trấn này có dân số là 5.127 người. Đây là trung tâm của đường ống dẫn khí đốt tự nhiên, nơi đường ống xuyên Siberia giao với đường ống Brotherhood. Thị trấn này bị lực lượng Ukraina chiếm đóng từ ngày 15 tháng 8 năm 2024 đến ngày 12 tháng 3 năm 2025 trong một cuộc đột kích, xâm nhập và chiếm đóng khu vực Kursk.

## Lịch sử
Vào thời Trung cổ, lãnh thổ này là một phần của Công quốc Rylsk, Công quốc Chernigov và Đại công quốc Litva, trước khi bị Công quốc Moscow sáp nhập. Sudzha được thành lập vào năm 1664. Ban đầu, đây là một thị trấn của Trung đoàn Sumy trong Sloboda Ukraine, và được củng cố bằng các bức tường thành và hào nước. Năm 1708, thị trấn được sáp nhập vào tỉnh Kiev, và năm 1779, thị trấn trở thành trụ sở của Sudzhansky Uyezd nằm trong tỉnh Kursk. Năm 1870, thị trấn có 4.482 dân và vùng ngoại ô có 5.624 dân. Năm 1869, thị trấn có 393 thợ thủ công và năm 1871 có chín nhà máy. Vào cuối thế kỷ XIX, thị trấn tổ chức bốn hội chợ thường niên và hai phiên chợ hàng tuần. Theo điều tra dân số của Đế quốc Nga năm 1897 thì thị trấn có dân số là 7.433 người, trong đó có tới 61,2% tỷ lệ dân cư nói tiếng Ukraina, có 37,2% nói tiếng Nga, và khoảng 1,2% nói tiếng Yiddish và khoảng 0,3% nói tiếng Ba Lan. Vào tháng 11–tháng 12 năm 1918, Sudzha là trụ sở của Chính phủ lâm thời công nhân và nông dân Ukraina trước khi chuyển đến Belgorod. Thị trấn này là một phần của Cộng hòa Xã hội chủ nghĩa Xô viết Ukraina cho đến năm 1922, khi được chuyển giao cho Cộng hòa Xã hội chủ nghĩa Xô viết Liên bang Nga. Sau đó vào thế kỷ XX, một trạm trung chuyển đường ống khí đốt tự nhiên đã được thành lập gần Sudzha. Một trạm đo khí đốt đã được lắp đặt tại đây. Tính đến năm 2024, sản lượng khai thác khí đã được hòa vào đường ống Urengoy–Pomary–Uzhhorod.